# Zvijezda (Bosnie centrale)
Pour les articles homonymes, voir Zvijezda.
Le mont Zvijezda est un sommet du centre de la Bosnie-Herzégovine, dans les Alpes dinariques. Il s'élève à une altitude de 1 349 m.
Le mont Zvijezda fait partie du groupe de montagnes de Bosnie centrale.